# Túmulo dos Licínios

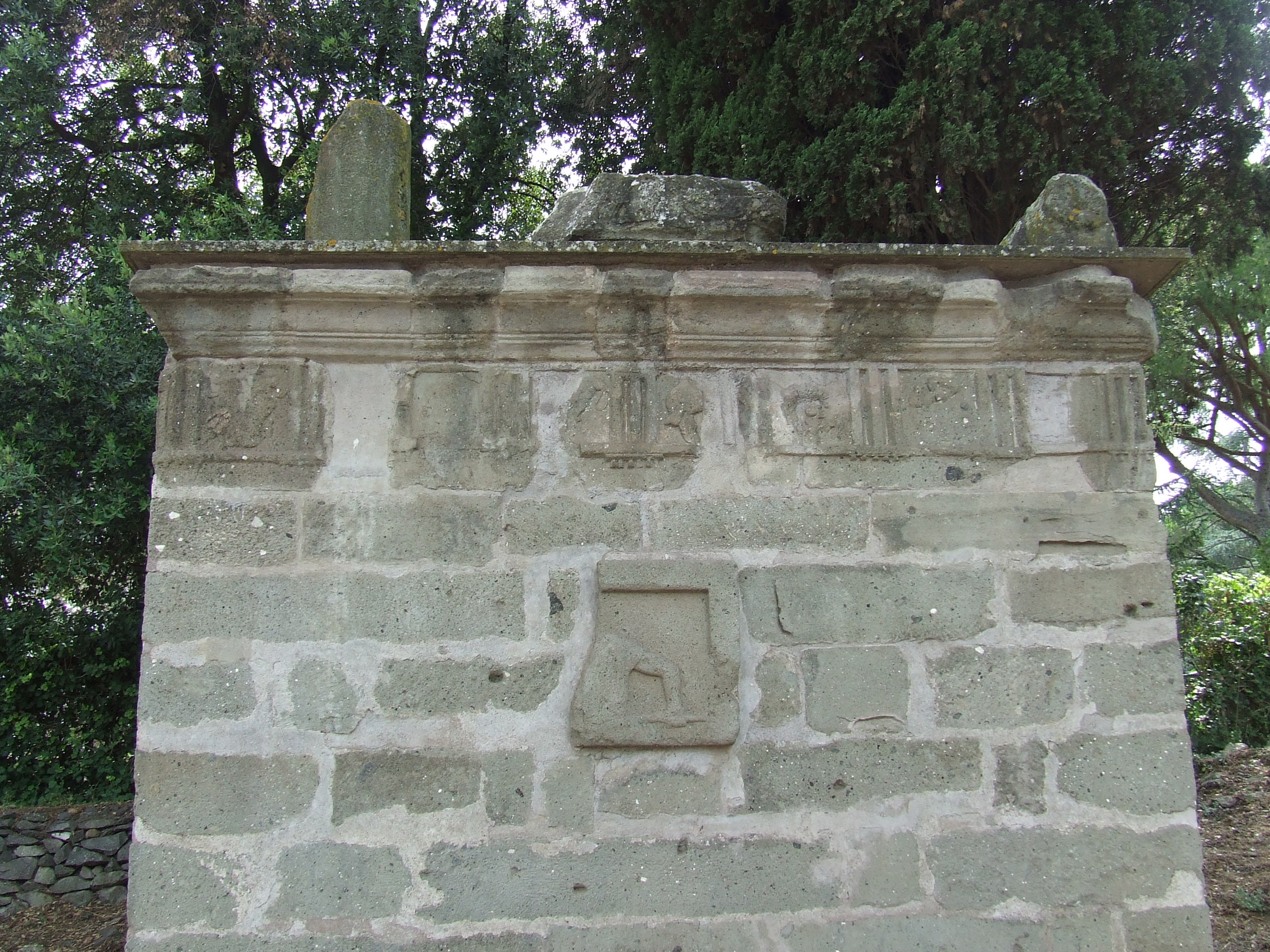
"Sepulcro Dórico"

Tumba dos Licínios e o Sepulcro Dórico são dois monumentos funerários localizados a cerca de 130 metros ao sul do Túmulo dos filhos de Sexto Pompeu, do outro lado da via, na 4ª milha da Via Ápia Antiga, no quartiere Ardeatino de Roma. 

## História
Os dois monumentos foram restaurados por Luigi Canina na metade do século XIX. Na frente para os restos do primeiro ele erigiu também um cone de tijolos no qual afixou fragmentos de estátuas e elementos arquitetônicos de mármore recuperados nas proximidades. Destes, conserva-se hoje apenas a inscrição que cita um membro da gente Licínia e que emprestou seu nome ao monumento todo.
O segundo sepulcro, chamado "Dórico" por causa do estilo do friso visível na parte superior, foi reconstruído elevando-se um frontão acima de blocos quadrados de peperino e em cujo centro está um relevo com cenas de caça e de combate. Trata-se de um sepulcro do tipo "ara", ou seja, imitando o formato de um altar, típico do período romano.